# Ереванский трамвай
Ереванский трамвай (арм. Երևանյան տրամվայ) — трамвайная система, функционировавшая в столице Армении Ереване. Трамвайная система Еревана была открыта 29 сентября 1906 году в виде городской конно-рельсовой дороги предпринимателем Мирзояном. Во второй половине XX века трамвай насчитывал до 12 маршрутов, которые обслуживались 3 трамвайными депо.
Был закрыт 21 января 2004 года, на момент закрытия трамвайной системы Еревана насчитывался один маршрут.

## История
Единственным городом Армении, где когда-либо существовал трамвай, был Ереван. 29 сентября 1906 году предпринимателем Мирзояном была открыта Эриванская городская конно-рельсовая дорога. Данный вид узкоколейного конного трамвая существовал до августа 1918 года, когда вследствие войны трамвай был разрушен.
12 января 1933 года запущен трамвай на электротяге по широкой колее. Число трамвайных вагонов в среднем каждые пять лет увеличивалось на 25 %, и если в 1933 году оно составляло 16, то в 1945 году уже 77 вагонов, а в 1965 году — 222 единицы подвижного состава. Использовалось два вида трамваев — 71-605 и РВЗ-6М2. В связи с тем, что затраты на трамвай были выше в 2,4 раза по сравнению с автобусами, а также в связи с дорогой электроэнергией и проблемами, которые создавал трамвай во время прохождения Киевского моста в Ереване, 20 июня 2003 года был закрыт маршрут № 7. 21 января 2004 году движение трамваев в Ереване было официально закрыто. Большая часть путей разобрана, трамваи разрезаны на металлолом, трамвайное депо используется различными частными предприятиями, а подстанция обслуживает троллейбусы.

## Подвижной состав
На момент закрытия трамвая в Ереване, подвижной состав состоял из вагонов рижского завода (РВЗ-6) и Усть-Катавского (КТМ-5).

## Депо
Трамвайное движение в Ереване обслуживало 3 депо.
- Депо № 1 находилась на проспекте Аршакуняц (бывш. Орджоникидзе).
- Депо № 2 находилась на улице Ленинградян. Депо № 2 прекратило существование в 2004 году[4].
- Депо № 3 находилось в нынешнем районе Эребуни, на Нубарашенском шоссе.